# Enmascaramiento temporal
El enmascaramiento temporal sucede cuando dos estímulos sonoros llegan a nuestro oído de forma cercana en el tiempo. El estímulo enmascarante hará que el otro, el enmascarado, resulte inaudible. En esta situación, el tono más intenso tiende a enmascarar al tono más débil. Según el instante de tiempo en el que se produce el estímulo enmascarante respecto del instante en el que se produce el enmascarado, podemos distinguir entre postenmascaramiento y preenmascaramiento.

## Postenmascaramiento
Lo encontramos cuando es el tono de mayor amplitud el que aparece primero en el tiempo seguido del de menor amplitud, percibiendo tan sólo el primer estímulo. Este fenómeno se produce cuando ambos sonidos llegan al oído humano separados en el tiempo por un intervalo mínimo de entre 30 y 60 ms aproximadamente. Esto se debe a que, percibido el tono fuerte, el oído necesita un cierto tiempo de adaptación.

## Preenmascaramiento
Produciéndose primero un estímulo suave y posteriormente un tono intenso, este último enmascarará igualmente al de menor amplitud, siempre y cuando estén separados en el tiempo por una diferencia menor de entre 5 y 10 ms. Dado que este fenómeno se presenta aun antes de que el tono enmascarante aparezca, implica que sea más problemático que el postenmascaramiento.
La explicación de esta «anticipación» se basa en que la información que llega a la corteza auditiva del cerebro humano se procesa por ráfagas. Asimismo, es sabido que los sonidos intensos son procesados de forma más rápida por el cerebro que los sonidos suaves, facilitando de esta forma el fenómeno psicoacústico del preenmascaramiento.

## Ejemplos y aclaraciones
Como ejemplo gráfico tenemos la siguiente figura, donde se puede observar que la efectividad del enmascaramiento disminuye de forma exponencial para ambos casos de enmascaramiento temporal. Su duración, como ya se ha comentado, es de entre 5 y 10 ms para el caso del preenmascaramiento y de entre 30 y 60 ms para el del postenmascaramiento.
Por otro lado, un ejemplo práctico es el de la continuidad de tonos, una ilusión auditiva por la que, reproduciéndose un tono interrumpidamente, el oyente lo percibe como continuo.
Cabe decir también que no se debe confundir el enmascaramiento temporal con el reflejo acústico del oído, una respuesta involuntaria e inherente del oído medio para autoprotegerse de los sonidos fuertes o de alto nivel de presión sonora (SPL).